# Everard Butler
Everard Burnside Butler (ur. 28 grudnia 1885 w Toronto, zm. 23 listopada 1958 w Bournemouth) – kanadyjski wioślarz, brązowy medalista olimpijski.
Wystąpił na igrzyskach olimpijskich w Sztokholmie w 1912, gdzie wywalczył brązowy medal w jedynkach. W walce o finał pokonał go Brytyjczyk Wally Kinnear, który był szybszy o 4 sekundy. Kinnear ostatecznie zwyciężył w tej konkurencji. Był to jedyny start olimpijski Butlera.
Po wybuchu I wojny światowej, w 1916 wstąpił do Canadian Expeditionary Force w stopniu kapitana. Walczył na froncie zachodnim, we Francji, gdzie został ranny po ataku iperytem siarkowym. W dwudziestoleciu międzywojennym pracował jako księgowy. Brał również udział w II wojnie światowej, służąc w Royal Canadian Ordnance Corps.